# Astragalus tscharynensis
Astragalus tscharynensis är en ärtväxtart som beskrevs av Mikhail Grigoríevič Popov. Astragalus tscharynensis ingår i släktet vedlar, och familjen ärtväxter. Inga underarter finns listade i Catalogue of Life.